# Cientificismo
Cientificismo ou cientismo é a tendência intelectual ou concepção filosófica de matriz positivista que afirma a superioridade da ciência sobre todas as outras formas de compreensão humana da realidade (religião, filosofia, metafísica, etc.), por ser a única capaz de apresentar benefícios práticos e alcançar autêntico rigor cognitivo. Assim, preconiza o uso do método científico, tal como é aplicado às ciências naturais, em todas as áreas do saber (filosofia, ciências humanas, artes etc.).
Segundo Karl Popper, o cientificismo é a crença dogmática na autoridade do método científico e nos seus resultados. O termo também implica a atitude de atribuir valor altamente positivo ao papel da ciência no desenvolvimento da cultura em particular, e da sociedade em geral. No entanto esta tendência muitas vezes é entendida de modo pejorativo, como uma forma extrema de valorização da ciência ou estreitamente relacionada com o positivismo lógico, por ter sido usado por cientistas sociais como Friedrich Engels, filósofos da ciência como Karl Popper e Hilary Putnam, ou historiadores das ideias, como Tzvetan Todorov, para descrever o apoio dogmático ao método científico e a redução de todo o conhecimento a tudo o que é mensurável. Esta tendência intelectual de matriz positivista preconiza a adoção do método científico, tal como é aplicado às ciências naturais, em todas as áreas do saber e da cultura (filosofia, ciências humanas, artes, etc.), e tem sido geralmente interpretada de maneira depreciativa.
Por outro lado, os defensores do cientificismo, entre eles o filósofo da ciência Mario Bunge, o historiador da ciência Michael Shermer e o filósofo Daniel Dennett, afirmam que a ideia do cientificismo não é ser uma doutrina que defenda a aplicação da ciência em todos os níveis, mas uma visão de que a ciência é o melhor caminho que existe para conhecer o mundo e possibilitar o desenvolvimento tecnológico.

## História
O termo "cientificismo" surgiu no começo do século XIX. Inicialmente, tinha um sentido neutro, designando apenas hábitos e modos de se expressar de um homem de ciência. Na época, o termo "ciência" tinha perdido seu sentido mais genérico, que se aplicava a qualquer forma de conhecimento mais ou menos sistematizada, passando a se aplicar apenas às ciências naturais e não às ciências humanas.
Naquele momento, as ciências naturais já haviam obtido significativo sucesso na aplicação do método científico, com seus métodos de investigação e controle. Inspirado nesse sucesso, surge, ainda na primeira metade do século XIX, o positivismo, corrente filosófica interessada em substituir as explicações filosóficas, teleológicas ou de senso comum, pelas quais até então a maioria das pessoas entendia a realidade. O positivismo reconhecia que os meios reguladores do mundo físico e do mundo social diferiam quanto à sua essência: o primeiro dizia respeito a acontecimentos externos ao ser humano, e o segundo, era relativo às questões humanas. No entanto a crença na origem natural de ambos os aproximavam. Usando como referência o método de investigação das ciências da natureza, os positivistas procuraram identificar, na vida social, as mesmas relações e os mesmos princípios com os quais os cientistas explicavam a vida natural.
Nas primeiras décadas do século XX, essa tentativa de aplicar os métodos das ciências naturais aos outros campos de conhecimento passou a ser chamada de cientificismo, e o termo começou a ganhar uma conotação negativa. Cientificismo passou a denotar a ampliação da ciência ou do método científico além do seu âmbito científico, isto é, das ciências naturais. Logo começou a ser denunciada, como cientificismo, toda tentativa de subordinar disciplinas tais como a psicologia, sociologia, antropologia etc., ao regime metodológico científico que, até então, era característico apenas das ciências naturais.
Por volta da metade do século XX, o sentido pejorativo do termo se intensificou ainda mais, e o cientificismo passou a ser considerado como um preconceito, sendo usado pelos críticos da ciência para atacá-la. Desde então, esse sentido tornou-se predominante.

## Críticos do cientificismo
Karl Popper
Karl Popper é um crítico ao positivismo lógico e ao cientificismo, pois possui discordâncias no que confere o método científico. O cientificismo, portanto, pressupõe que a ciência natural se caracteriza pelo uso de um método indutivo e que tal método deve ser aplicado de acordo com outras áreas. Segundo Popper, no entanto, não há método indutivo, ou seja, não há como generalizar uma descoberta científica, ir da parte para o todo, o que vai de acordo com a principal ideia apresentada por ele, a da falseabilidade. Assim, ele estabelece que ciência é aquilo que pode ser refutado, dando forma a uma ciência em que não existe uma verdade absoluta, pois ela só está em vigor até o momento em que é posta em contrariedade, por meio de outros experimentos.
Paul Karl Feyerabend
Feyerabend se coloca como contrário ao cientificismo a partir do momento em que defende o pluralismo epistemológico ou anarquismo epistemológico. Para este filósofo, as regras e metodologias científicas muito rígidas são um mito, pois não são seguidas na prática. Ele argumenta que não há objetividade de fato nos saberes científicos, pois estão contextualizados numa dada situação, assim, critica o indutivismo e o racionalismo.

## Cientificismo na mídia
A partir de 2020 os assuntos científicos ganharam destaque nas mídias de diferentes formatos, como noticiários ou revistas. Contudo, a ciência propagada por esses veículos de comunicação é tratada como certeira, grandiosa, genial. Assim, é comum encontrarmos textos de jornalismo científico sem delimitações ou advertências de que aquela descoberta é valida somente dentro de um contexto específico, sem múltiplos pontos de vista de uma mesma área de pesquisa. Dessa forma, a ciência que se comenta na mídia se torna cientificista, dogmática.
Além disso, não é comum se encontrar artigos ou notícias de divulgação científica que privilegiem o processo de pesquisa e não somente os resultados e conclusões. Em meio a simplificação da informação, se perde as controvérsias e as dificuldades enfrentadas pelos cientistas e a informação se aparenta mais correta e consensual do que de fato é. Marta França comenta que isso contribui para a má-informação, já que essas notícias de carácter cientificista induz uma interpretação neutra e cumulativa da ciência. Defendendo, desse modo, que a ciência depende também de decisões políticas e econômicas, situados na história. Pode-se entender desse modo que tanto uma posição cientificista quanto negacionista devem ser evitadas.